# Gornji Kućan
Gornji Kućan – wieś w Chorwacji, w żupanii varażdińskiej, w mieście Varaždin. W 2011 roku liczyła 1139 mieszkańców.